# 織元山口
株式会社織元山口（おりもとやまくち）は、山形県に事業所を置く繊維工業メーカーである。社長の山口英夫は、海外での入賞歴を持つアーティストでもある。

## 概要
従業員規模は小さい中小企業だが、独自に開発した電子ジャカード織り機による写真織（PHOTOTEX）や、緞帳などの織物販売を行っている。
また、技術力、デザイン力を買われ、浅草寺の御戸帳作成を請け負った。

## 独自の電子ジャカード織り機システム開発
電子ジャカード織機は、1980年代に登場した。日本では、カヤバ工業が機器を生産、販売する。ただ、本体はともかく付随システムの値段が高かったため、中小企業が簡単に購入できるものではなかった。そこで、織元山口では山口英夫がパソコン機器開発の経験を活かして独自に付属システムを開発した。
この付属システムには以下の違いがある。
- 従来の付属システムは、「入力部分を紋紙から電子化し、織り機で織る」という発送で作られた
- 織元山口の付属システムは、「電子データをプリンタの代わりに織り機で出力する」という発送で作られた

電子ジャカード織機は、カヤバ工業が生産から撤退し、織物企業では機器の更新が困難になり、2000年代後半になっても媒体としてFDを使用する状況にあった。こうした中、織元山口のシステムが注目を集めることになる。三河屋機料、メコンと連携して新たなシステムを販売する試みは、中小企業新事業活動促進法に基づく「新連携計画」に認定された。